# Pleurocyphoniscus bertkaui
Pleurocyphoniscus bertkaui is een pissebed uit de familie Trichoniscidae. De wetenschappelijke naam van de soort is voor het eerst geldig gepubliceerd in 1901 door Karl Wilhelm Verhoeff.